# 托馬斯灣
托馬斯灣（英語：Thomas Cove），是南極洲的海灣，位於葛拉漢地西岸的丹科海岸，處於黑格角以南，由英國探險隊測量，現時由南極條約體系管理。